# CNN
CNN (Cable News Network) es un canal de televisión por suscripción estadounidense de noticias fundado en 1980 por el empresario Ted Turner. Es  propiedad de Warner Bros. Discovery y se encuentra operada por su subsidiaria CNN Global. CNN fue la primera cadena de televisión en cubrir noticias las 24 horas del día y el primer canal de noticias de Estados Unidos.
Desde su lanzamiento el 31 de mayo de 1980, la cadena se ha expandido notablemente, incluyendo en la actualidad 15 cadenas de televisión de cable y satélite, doce sitios web y cuatro cadenas de radio. CNN ha lanzado también varias cadenas en otros idiomas, como español y turco.
Actualmente CNN es el segundo canal de noticias más visto en los Estados Unidos, siendo el primero Fox News. Posee además dos cadenas en español, CNN en Español y CNN Chile y dos cadenas en portugués, CNN Brasil y CNN Portugal, distribuyendo también programas de radio en dicho idioma.
En 1997 fue galardonada con el Premio Príncipe de Asturias de Comunicación y Humanidades conjuntamente con Vaclav Havel.
La cadena ha recibido críticas tanto a nivel nacional como internacional, y de varias partes del espectro político. Las críticas habituales se centran en la forma en que cubren la información que suelen dar, así como la propiedad y financiación de la misma.
El 4 de marzo del 2022, cesó sus emisiones en Rusia debido a la ley que está persiguiendo a periodistas en el marco de la Invasión rusa de Ucrania de 2022.

## Historia

### Primeros años

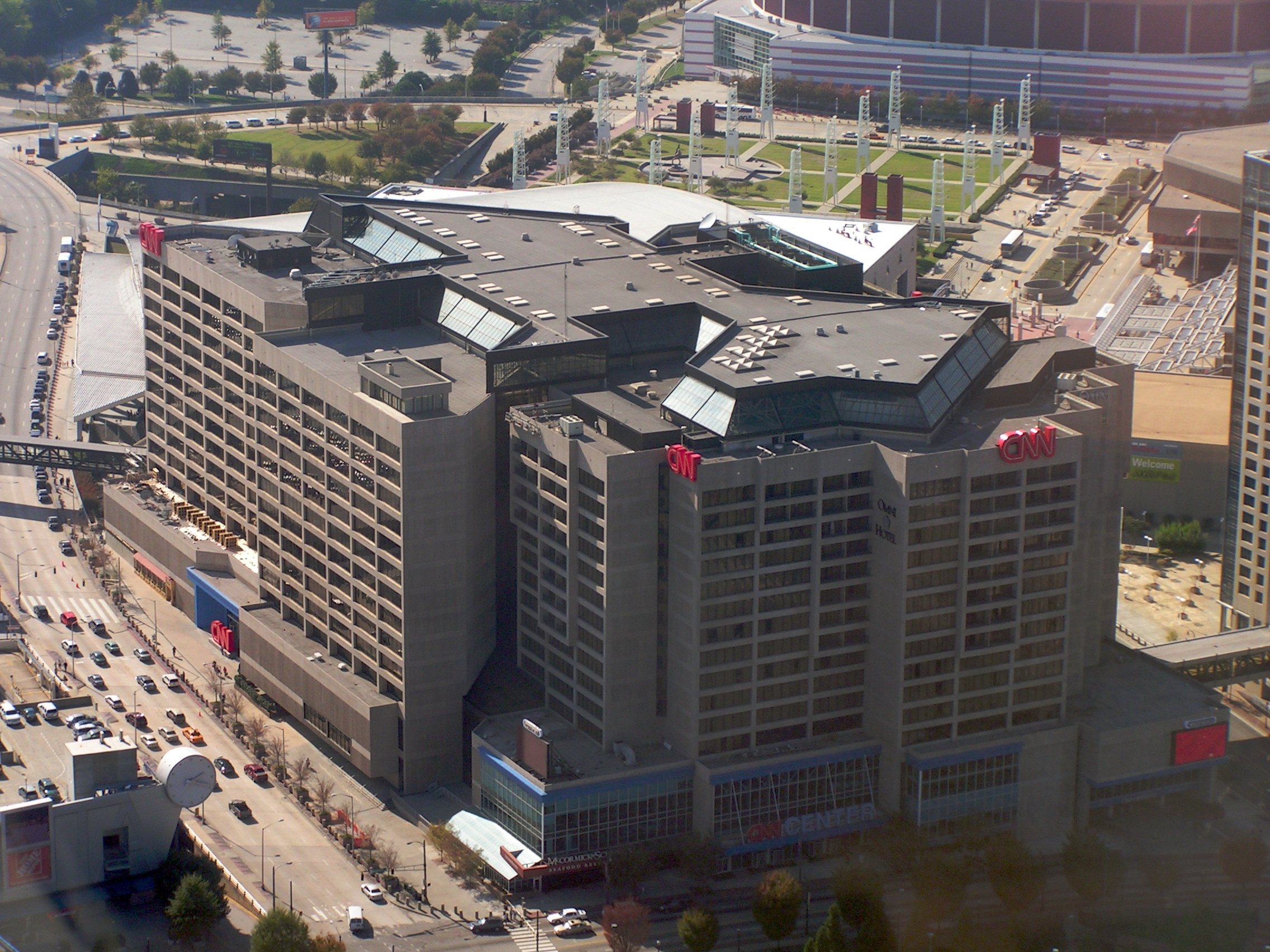
CNN Center en Atlanta.

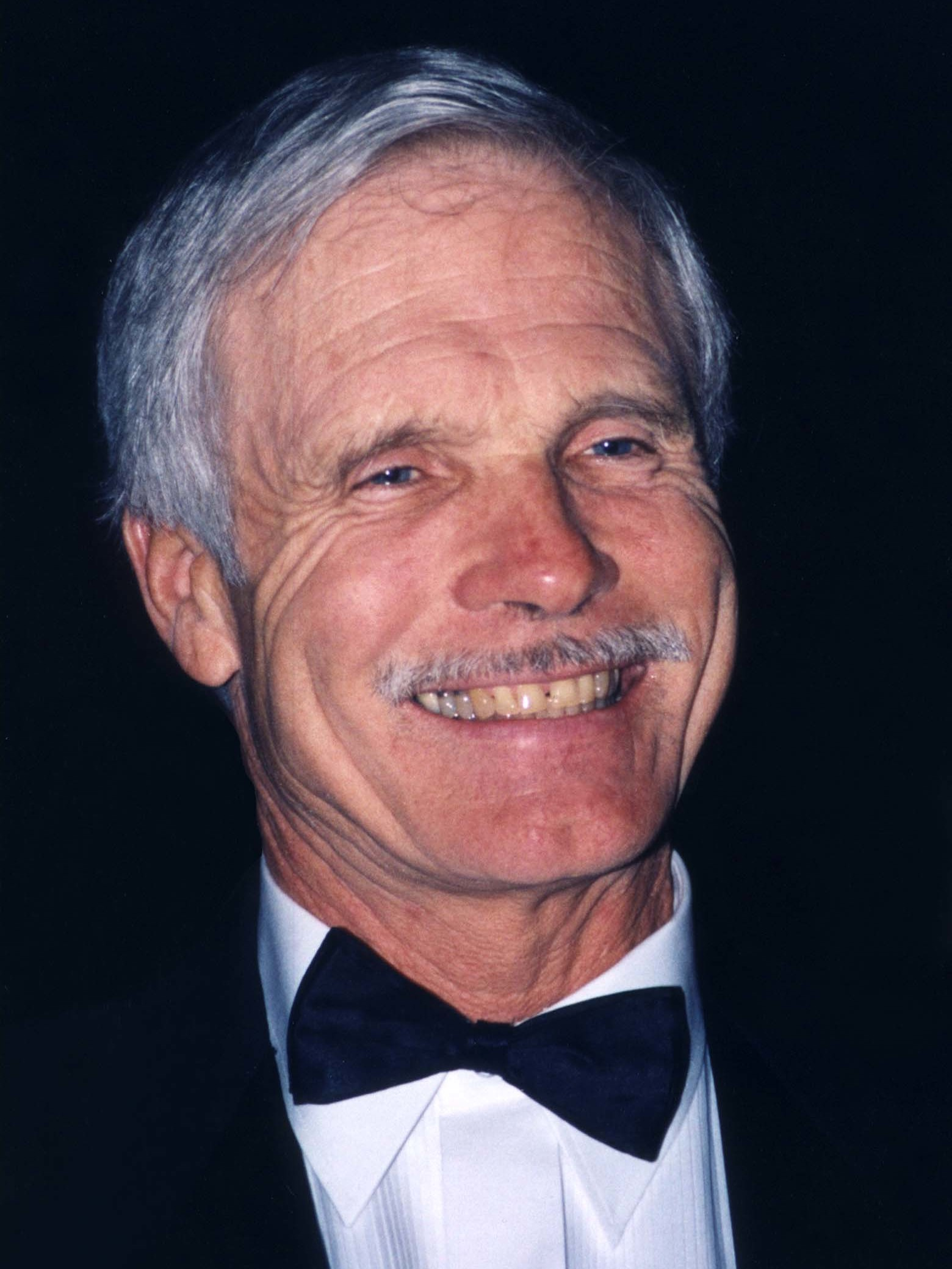
Ted Turner.

Cable News Network fue lanzado a las 5:00 p. m. (Hora del Este) el 1 de junio de 1980. Después de una presentación de Ted Turner, el equipo de David Walker y Lois Hart condujeron el primer programa del canal. Burt Reinhardt, vicepresidente ejecutivo de CNN en su lanzamiento, contrató a la mayoría de los primeros 200 empleados del canal, incluido el primer presentador de noticias de la cadena, Bernard Shaw.
Desde su debut, CNN ha ampliado su alcance a varios proveedores de televisión por cable y televisión satelital, varios sitios web y canales especializados de circuito cerrado (como CNN Airport). La compañía tiene 42 oficinas (11 en los Estados Unidos y 31 internacionales), más de 900 estaciones locales afiliadas (que también reciben noticias y contenido a través del servicio CNN Newsource) y varias redes regionales y de lengua extranjera en todo el mundo. El éxito del canal convirtió a Ted Turner en un magnate y preparó el escenario para la eventual adquisición de Turner Broadcasting System por parte del conglomerado Time Warner en 1996.
Un canal complementario, CNN2 (actual HLN), se lanzó el 1 de enero de 1982 y presentaba en sus inicios un ciclo continuo de 24 horas de emisiones de noticias de 30 minutos. En septiembre de 1985 se lanzó CNN International, que desde septiembre de 1997 se ha regionalizado en cinco canales programados por separado: CNNI Europa-Medio Oriente-África, CNNI Asia-Pacífico, CNNI Asia del Sur, CNNI América Latina y CNNI América del Norte.
El 17 de marzo de 1997 comenzó sus transmisiones CNN en Español, marcando la primera vez que la cadena produjo de manera independiente un servicio de noticias completo de 24 horas en un idioma distinto al inglés, contando además con una corresponsalía en La Habana, la primera oficina de una organización estadounidense en Cuba desde la Revolución Cubana.

### Principales eventos

#### Guerra del Golfo
La primera Guerra del Golfo Pérsico en 1991 fue un evento decisivo para CNN que catapultó al canal superando las tres principales cadenas estadounidenses (ABC, CBS y NBC) por primera vez en su historia, en gran parte debido a una primicia histórica sin precedentes: CNN era el único medio de comunicación con la capacidad de comunicarse desde el interior de Irak durante las horas iniciales de la campaña de bombardeos de la Coalición, con informes en vivo desde el hotel al-Rashid en Bagdad por los periodistas Bernard Shaw, John Holliman y Peter Arnett. Shaw reportó el inicio de los bombardeos en directo: «Algo está sucediendo afuera. [...] Peter Arnett, únete a mí aquí. Vamos a describir a nuestros televidentes lo que estamos viendo ... Los cielos sobre Bagdad han sido iluminados. [...] Estamos viendo destellos brillantes en todo el cielo». Shaw, conocido por sus reportes desde Irak, se convirtió en el presentador principal de CNN hasta su retiro en 2001.
Debido a que no pudo transmitir imágenes en vivo desde Bagdad, la cobertura de CNN de las horas iniciales de la Guerra del Golfo tuvo la sensación dramática de una emisión de radio y fue comparada con el legendario presentador de noticias Edward R. Murrow de la cadena CBS con reportes radiales en directo acerca del bombardeo alemán de Londres durante la Segunda Guerra Mundial. A pesar de la falta de imágenes en vivo, la cobertura de CNN fue transmitida por estaciones de televisión y redes de todo el mundo, lo que hizo que CNN fuera observada por más de mil millones de televidentes del planeta.
La experiencia de la Guerra del Golfo le dio a CNN una legitimidad muy buscada e hizo conocidos a sus reporteros, destacándose entre ellos Christiane Amanpour. En 2000, el estudioso de medios y director del Centro para el Estudio de la Televisión Popular en la Universidad de Siracusa, Robert Thompson, declaró que habiendo cumplido 20 años, CNN era ahora la "vieja guardia".
La cobertura de la primera Guerra del Golfo y otras crisis de principios de la década de 1990 (particularmente la Batalla de Mogadiscio) llevó a los funcionarios del Pentágono a acuñar el término "efecto CNN" para describir el impacto percibido de la cobertura de noticias en tiempo real, en los procesos de toma de decisiones del gobierno estadounidense. Dicho "efecto" es una teoría en ciencia política y estudios de medios que postula que el desarrollo del popular canal de noticias, tuvo un gran impacto en la conducta de la política exterior de los Estados Unidos a fines de la guerra fría. Si bien la prensa libre, en su papel de "cuarto Estado", siempre tuvo influencia en la formulación de políticas en las democracias representativas, los partidarios del efecto CNN argumentan que el alcance, la profundidad y la velocidad de los nuevos medios globales han creado una nuevas especies de efectos cualitativamente diferentes de aquellos que los precedieron.

#### Atentados del 11-S
CNN fue el primer canal de noticias por cable en dar la noticia de los ataques del 11 de septiembre. La presentadora Carol Lin de CNN Headline News irrumpió un comercial a las 8:49 a. m. (hora del Este) para reportar en vivo de lo sucedido. Sean Murtagh, vicepresidente de finanzas y administración de CNN, fue el primer empleado de la cadena en el aire. Llamó al CNN Center desde su oficina en la oficina en la ciudad de Nueva York e informó que un avión comercial había impactado contra la torre Norte.
Daryn Kagan y Leon Harris reportaban en vivo justo después de las 9:00 a. m. (hora del Este) cuando el segundo avión golpeó la Torre Sur del World Trade Center y, a través de una entrevista con el corresponsal David Ensor, informaron que funcionarios estadounidenses determinaron «que este es un acto terrorista». Más tarde, Aaron Brown y Judy Woodruff presentaron durante el día y la noche a medida que se desarrollaban los ataques, ganando un premio Edward R. Murrow para la cadena.
En 2002 la cadena publicó al aire una serie de videos de Al Qaeda en Afganistán.
En 2011 la cadena compartió en su sitio web sus archivos de aquel día.

#### Elecciones presidenciales de Estados Unidos de 2008

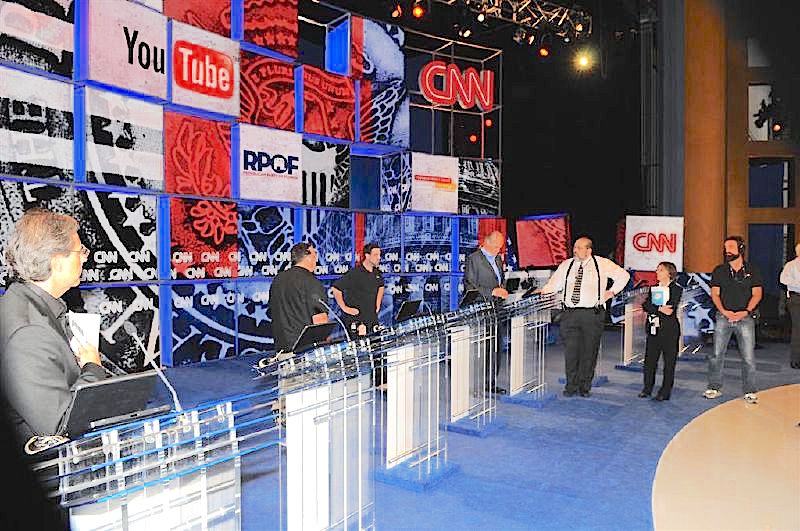
Debate de 2008 de CNN y YouTube.

Previo a las elecciones presidenciales estadounidenses de 2008, CNN dedicó gran parte de su cobertura a la política, incluido el alojamiento de debates de candidatos durante las temporadas de elecciones primarias demócratas y republicanas. El 3 y 5 de junio, CNN se asoció con Saint Anselm College para patrocinar los debates republicanos y demócratas de Nuevo Hampshire. Más tarde, el canal organizó los primeros debates presidenciales de CNN en conjunto con YouTube, un formato no tradicional en el que se invitaba a los espectadores a enviar preguntas por Internet a través del servicio de intercambio de videos de YouTube. En 2008, CNN se asoció con Los Angeles Times para albergar dos debates primarios previos a su cobertura del supermartes. El debate de CNN y la cobertura nocturna de las elecciones generaron las calificaciones más altas del año, con una audiencia en enero de 2008 de 1.1 millones de espectadores, un 41 % más que el año anterior.

#### Elecciones presidenciales de Estados Unidos de 2016
Debido a la cobertura en vivo de las elecciones presidenciales estadounidenses, 2016 fue el año más visto de CNN en su historia. A lo largo de la campaña, la cadena transmitió una cobertura inédita de muchos de los mítines de campaña de Trump. Ayudantes de los candidatos republicanos Marco Rubio, Jeb Bush y Ted Cruz acusaron al presidente de CNN, Jeff Zucker, de socavar a sus candidatos durante las primarias republicanas. Zucker reconoció que había sido un error emitir muchas de las manifestaciones de campaña de Trump. CNN también recibió críticas durante las elecciones por la contratación del exgerente de la campaña de Trump, Corey Lewandowski, a quien aún le pagaban y trabajaba efectivamente en nombre de la campaña.

#### Otras coberturas
En 1989, la cadena cubre en vivo las protestas de la Plaza de Tiananmén en la República Popular China. En 2004 se transmite ininterrumpidamente el funeral de Yasir Arafat, y al año siguiente el funeral del Papa Juan Pablo II, que se convirtió en el evento en vivo más grande de la historia de la cadena.

## Señal estadounidense
A la señal principal en los Estados Unidos se lo suele denominar CNN U.S. o CNN Domestic para distinguirlo de las emisoras internacionales de la marca.
Mientras que el canal de noticias tiene numerosas estaciones afiliadas, CNN principalmente transmite desde el Time Warner Center en la ciudad de Nueva York, y desde estudios en Washington D. C. y Los Ángeles. La sede central en CNN en Atlanta solo se usa para programación de fin de semana.  En agosto de 2010, CNN estaba disponible en más de 100 millones de hogares de los Estados Unidos. En julio de 2015, CNN estaba disponible para aproximadamente 96.4 millones de hogares con televisión por cable, satélite y telecomunicaciones (un 82.8 % de los hogares con al menos un televisor) en los Estados Unidos.

### Difusión
Según la agencia de medición de audiencia Nielsen, al final de 2022, CNN contaba con una audiencia en horas pico (promedio anual) de 735,000 televidentes, por lo que ocupaba la vigésimo primera posición en audiencia entre las cadenas nacionales del país, y dicha audiencia había caído un 34% respecto al año precedente.

## Programas
Orientado al tratamiento de temas de actualidad, su programación se basa principalmente en noticieros permanentes, aunque tiene una variada programación de opiniones y política. Los fines de semana de 4 a 6 horas y lunes de 2 a 4 horas, la cadena emite CNN Newsroom Live.
Los sábados de 21 a 4 horas y domingos de 21 a 2 horas, CNN emite documentales y/o series originales. No se emiten o son interrumpidos en caso de noticias de carácter urgente, en cambio, la cobertura de CNN International será transmitida simultáneamente.

### Segmentos de noticias en vivo
- Early Start (Comienzo Temprano): Dave Briggs y Christine Romans (De 4 a 6, o de 3 a 5 durante noticias urgentes)
- New Day (Nuevo Día): Alisyn Camerota y John Berman (entre semana), Victor Blackwell y Christi Paul (fines de semana) (De 6 a 9, o de 5 a 9 durante noticias urgentes)
- CNN Newsroom (Redacción CNN): Poppy Harlow y Jim Scuitto (Mañanas), Brooke Baldwin (Tardes), Fredricka Whitfield (Fines de Semana en la Tarde) y Ana Cabrera (Fines de Semana en la Noche)
- At This Hour (A Esta Hora): Kate Bolduan (De 11 a 12)
- CNN Right Now (CNN Ahora): Brianna Keilar (De 13 a 14)
- The Lead (El Plomo): Jake Tapper (De 16 a 17)
- The Situation Room (Sala de Situación): Wolf Blitzer (De 17 a 19)

### Segmentos de opiniones en vivo
- Inside Politics: John King (A la mediodía entre semana, a las 8 en domingos)
- Erin Burnett OutFront: Erin Burnett (A las 19)
- Anderson Cooper 360: Anderson Cooper (A las 20)
- Cuomo Prime Time: Chris Cuomo (A las 21)
- CNN Tonight (CNN esta Noche): Don Lemon (De 22 a 00)

### Programas de política
Son programas de debates, de actualidad y de política, emitidos una vez por semana en vivo:
- State of the Union: con Jake Tapper.
- Smerconish: con Michael Smerconish.
- Fareed Zakaria GPS: con Fareed Zakaria.
- Reliable Sources: con Brian Stelter.

## Cadenas especializadas

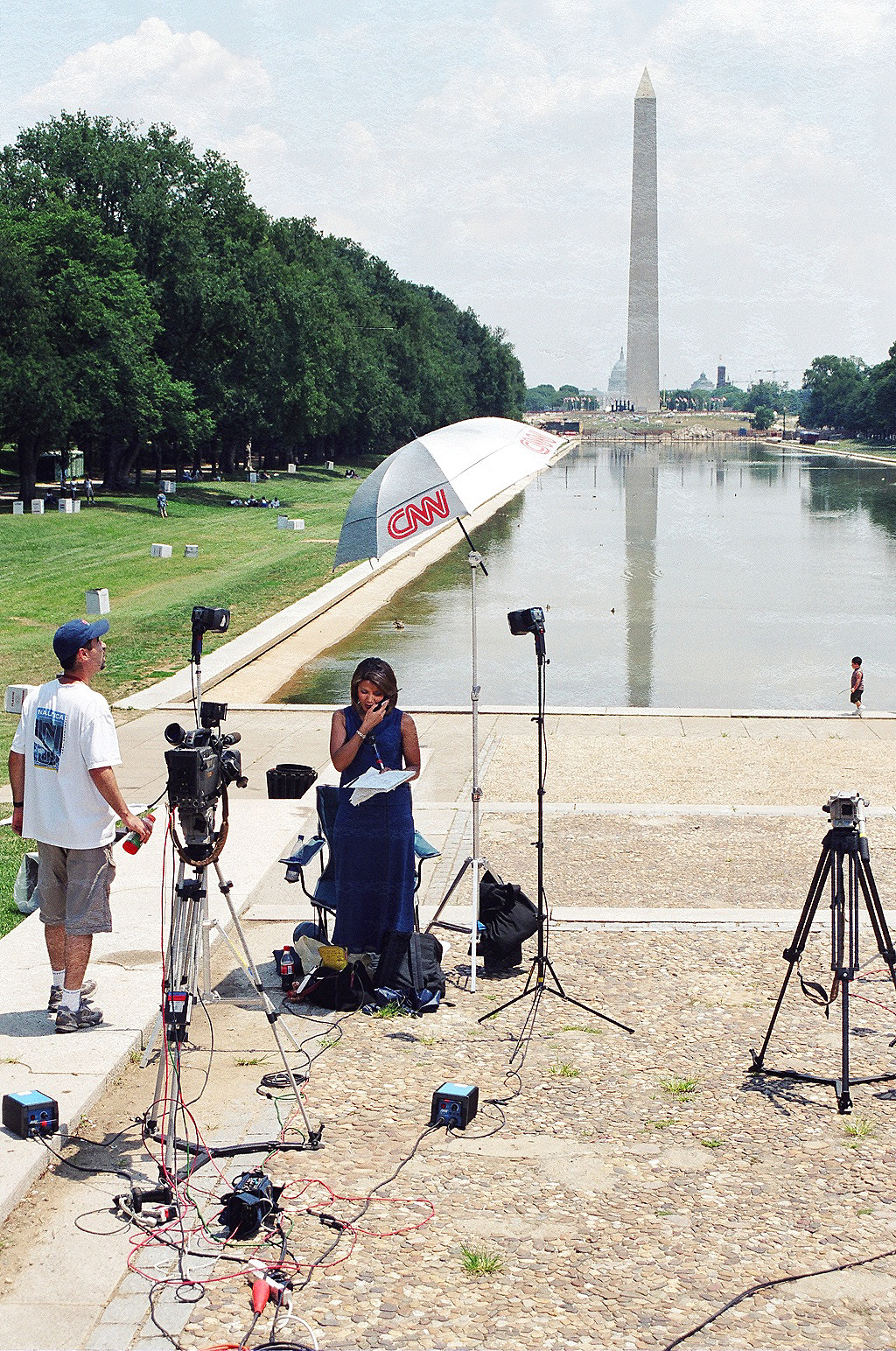
Reporteros de la CNN preparándose para emitir desde Washington D. C.

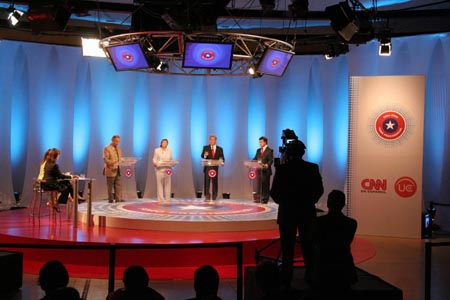
Debate televisado por CNN en Español y Canal 13 de Chile, con los candidatos a la elección presidencial de 2005 de ese país.

- CNN en Español: cadena que emite para América Latina. Fue lanzada el 17 de marzo de 1997. Su sede se encuentra en Atlanta, Georgia.
- CNN Chile: canal que emite noticias exclusivas para Chile. Comenzó sus transmisiones el 4 de diciembre de 2008. Su sede está en Avenida Pedro Montt 2354, población San Eugenio, comuna Santiago Centro, Santiago de Chile. El canal está cubierto a nivel nacional por Movistar TV, VTR, Telefónica del Sur, GTD y cable operadoras y a nivel sudamericano por DirecTV.
- HLN: canal derivado de CNN. Lanzado originalmente en 1982 como CNN2, cambió su nombre a Headline News en 1983.[55] Hasta 2001 utilizaba un esquema similar al de Canal 24 Horas de TVE y al argentino Todo Noticias, emitiendo noticias cada 30 minutos, pero actualmente emite bloques de informativos de 4 horas además de programas de conversación.
- CNN International: señal internacional de CNN lanzado en 1985 que combina programas de CNN EUA (The Situation Room, Wolf, Anderson Cooper 360°, CNN Tonight) y otros de producción propia (News Stream, International Desk, Connect the World, Amanpour, Quest Means Business, CNN Newsroom y algunos financieros y misceláneos continentales y regionales como Inside Africa, CNN Style, Business Traveler) , algunos de ellos emitidos desde Londres, Abu Dhabi y Hong Kong, y que compite, principalmente, con BBC World News, RT, Al Jazeera y CCTV News. La señal llega a 212 países y territorios.[56]
- CNN Türk: canal lanzado el 11 de octubre de 1999. Emite información para Turquía, siendo su sede Estambul.
- CNN-News18 (originalmente CNN-IBN, Indian Broadcasting Network): canal lanzado en 2005 que emite en inglés para la India. Es una alianza entre Global Broadcast News (GBN) y Turner International (Turner).
- CNNj: canal lanzado el 24 de marzo de 2003 que emite para Japón a través de SKY PerfecTV.
- CNN Philippines: cadena estrenada el 14 de octubre de 2014 que emite en las Filipinas.
- CNN Indonesia: canal lanzado en agosto de 2015 que emite en Indonesia.
- CNN Brasil: canal lanzado en marzo de 2020 que emite en Brasil.
- CNN Portugal: canal lanzado en noviembre de 2021 que emite en Portugal.

### Cadenas anteriores
- CNN Airport Network: canal satelital que emitía exclusivamente para los aeropuertos estadounidenses.
- CNN Checkout Channel: canal basado en seguimiento personalizado para las tiendas de comestibles, se inició en 1991 y cerró en 1993.
- CNN Italia:[57] un sitio web de noticias italiano en colaboración con la editorial Gruppo Editoriale L'Espresso, y después con el periódico financiero Il Sole 24 Ore, lanzado el 15 de noviembre de 1999[58][59] y cerrado el 12 de septiembre de 2003.
- CNN+: Canal que emitía para España, lanzado en 1999 gracias a una alianza entre Sogecable y Turner Broadcasting System Europe. En 2006, comenzó a ser emitido en la televisión digital terrestre. El contrato entre Sogecable y TBS Europa finalizó en enero de 2009, el cual fue renovado por dos años más, pero tras el acuerdo de fusión por absorción de Gestevisión Telecinco y Sogecuatro, Sogecable (en 2010, Prisa TV) decidió cerrar el canal debido a sus diversos problemas económicos. El canal cesó sus emisiones el 28 de diciembre de 2010.
- CNN Latino: fue un canal lanzado el 28 de enero de 2013, creada para el público hispanófono en los Estados Unidos, era una versión de CNN en Español y fue el primer paso de CNN por televisión abierta. La señal fue descontinuada con el justificativo de que no alcanzó las «expectativas de negocio» (por el presupuesto y la baja audiencia).[60][61][62]
- CNNfn, Financial News: canal lanzado el 29 de diciembre de 1996 dedicada a la economía y finanzas. Cerró en diciembre de 2004.
- CNN.com Live: canal lanzado en reemplazo de CNN Pipeline, emitía a través de internet.
- CNN Pipeline: canal de internet lanzado el 5 de diciembre de 2005. Fue reemplazado por el servicio CNN.com Live
- CNN Sports Illustrated: canal lanzado el 12 de diciembre de 1996 dedicada a los deportes. Fue cerrado en 2002 debido a la fuerte competencia proporcionada por ESPNEWS y National Sports Report de Fox Sports Net, además de llegar a una disponibilidad de solo 20 millones de espectadores al nivel nacional, poco comparado con los 86,5 millones de ESPN.
- CNN Norge: fue un sitio web especializado para Noruega.[63]
- CNN Sverige: sitio web especializado para Suecia, descontinuado en 2001.[63]
- CNN en Portugués: fue un sitio web en idioma portugués. Tenía oficinas en São Paulo e incluía un sitio para Brasil (cnn.com.br).[63][64]

## Radios, portales en línea y otras plataformas

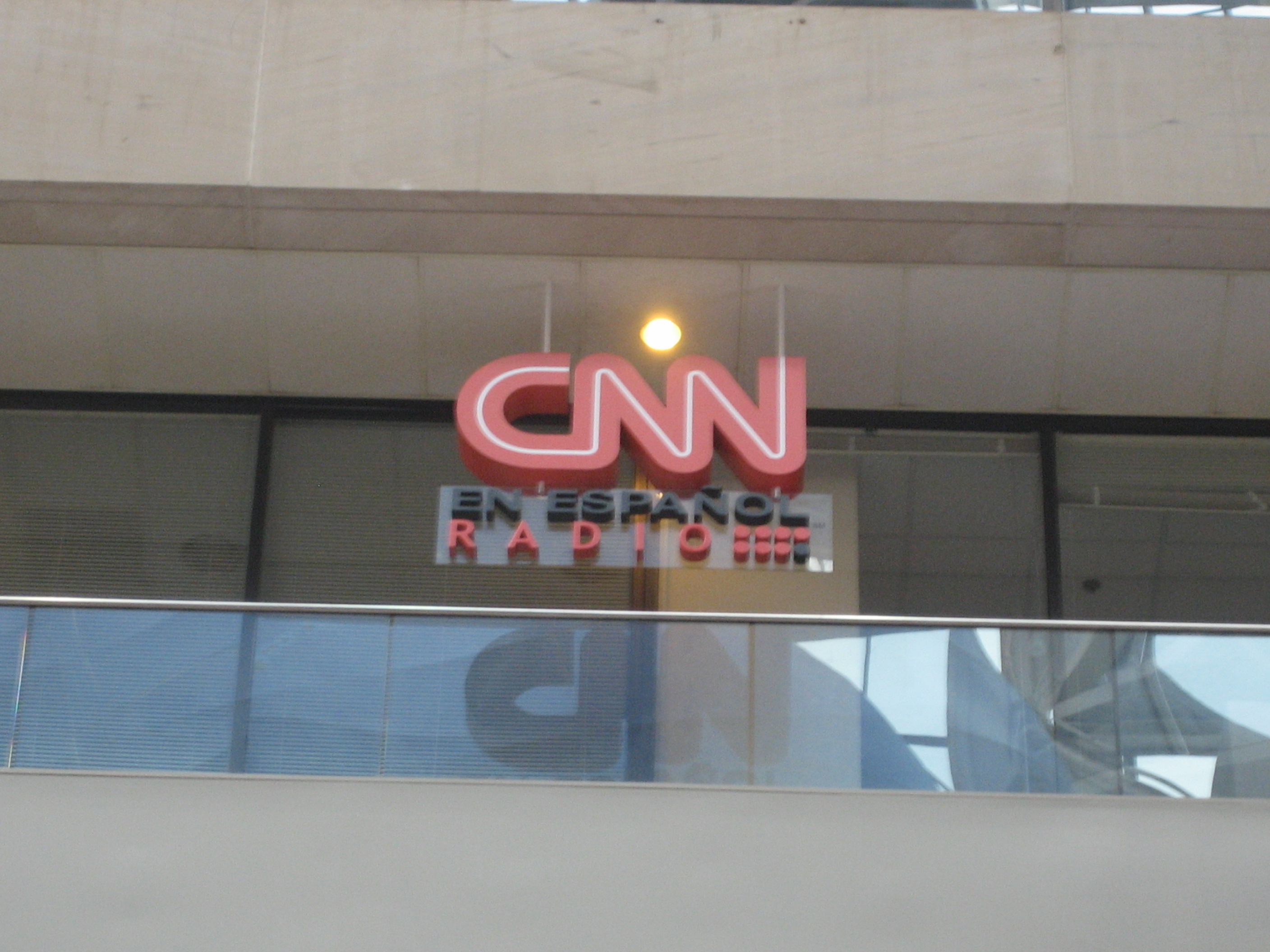
Estudios de CNN en Español Radio.

### Portales en línea
- CNNEspañol.com: página de internet del portal CNN.com con información en español sobre Latinoamérica, basada en Atlanta, Estados Unidos.
- CNN Arabic: Portal de Internet en idioma árabe especializado en dar información basada en Dubái.
- CNNMoney.com: sitio web especializado en economía y finanzas.
- CNN Chile: Portal de Internet especializado en información basada en Chile.
- CNN Newsource: es un servicio de suscripción y proporciona contenido de CNN a estaciones de televisión afiliadas a dicha cadena en todo el mundo. Tiene sede en Atlanta.

### Radios
- CNN Radio: Cadena especializada a través de la radio, emitiendo en distintas estaciones de Estados Unidos y América Latina (esta última a través de CNN Radio en Español).
  - CNN Radio Argentina: Lanzada el 11 de marzo de 2019 estación de radio local de Argentina, transmite desde la frecuencia AM 950 ex Radio Belgrano. Con más de 100 repetidoras a lo largo del país.
  - CNN Chile Radio:
- Cumulus Media: En julio de 2014, anunció que cerraría su asociación con ABC News Radio y establecería una nueva asociación con CNN para sumar contenido de noticias nacionales e internacionales a sus estaciones a través de Westwood One a partir de 2015, incluido el acceso a un servicio de cable y contenido digital para los sitios web de su estación.[65]

### Otras plataformas
- Beme: Aplicación móvil adquirida por la cadena en noviembre de 2016,[66] preparando un nuevo lanzamiento.
- CNN Films: En octubre de 2012, CNN formó una división cinematográfica para distribuir y producir documentales hechos para televisión y largometrajes. Su primera adquisición fue un documental titulado Girl Rising, narrado por Meryl Streep que se centró en las luchas de la educación de las niñas.[67]

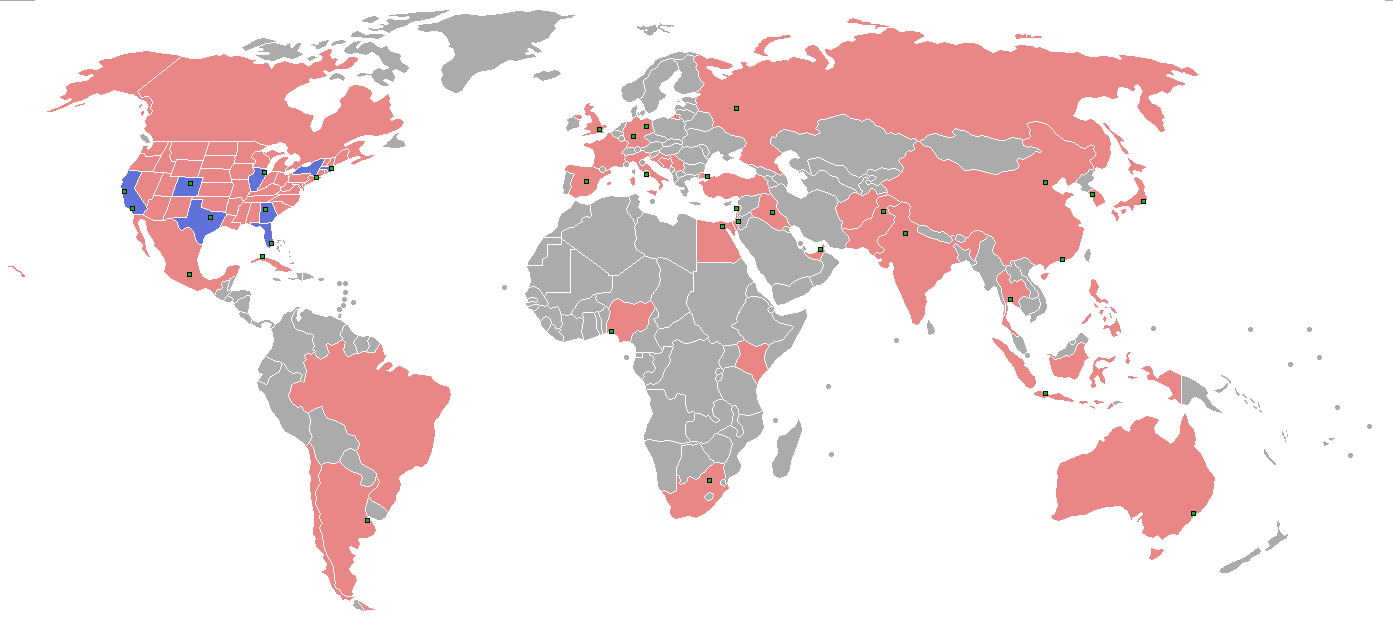
Ubicaciones de las corresponsalías y oficinas de CNN.

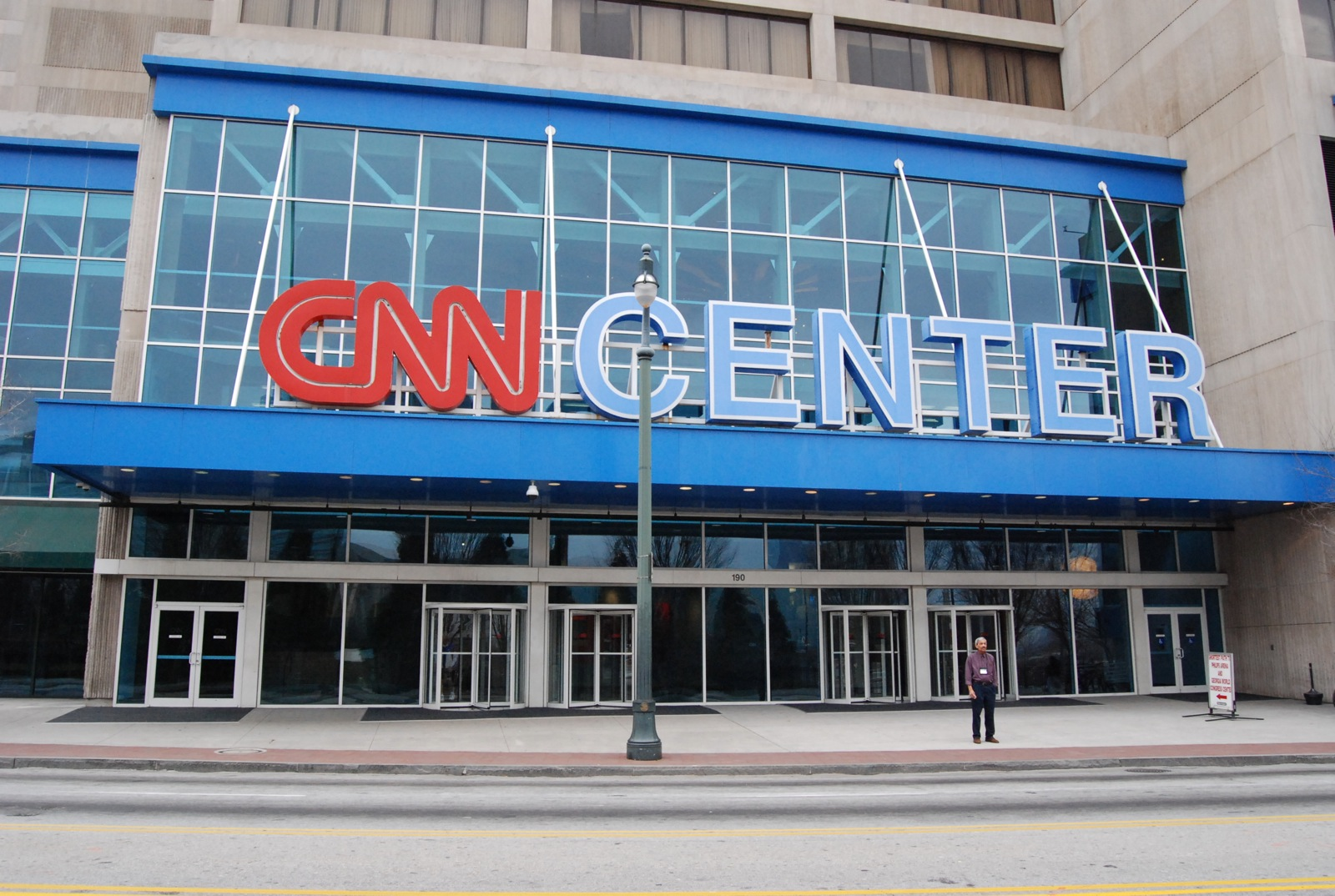
El CNN Center en Atlanta.

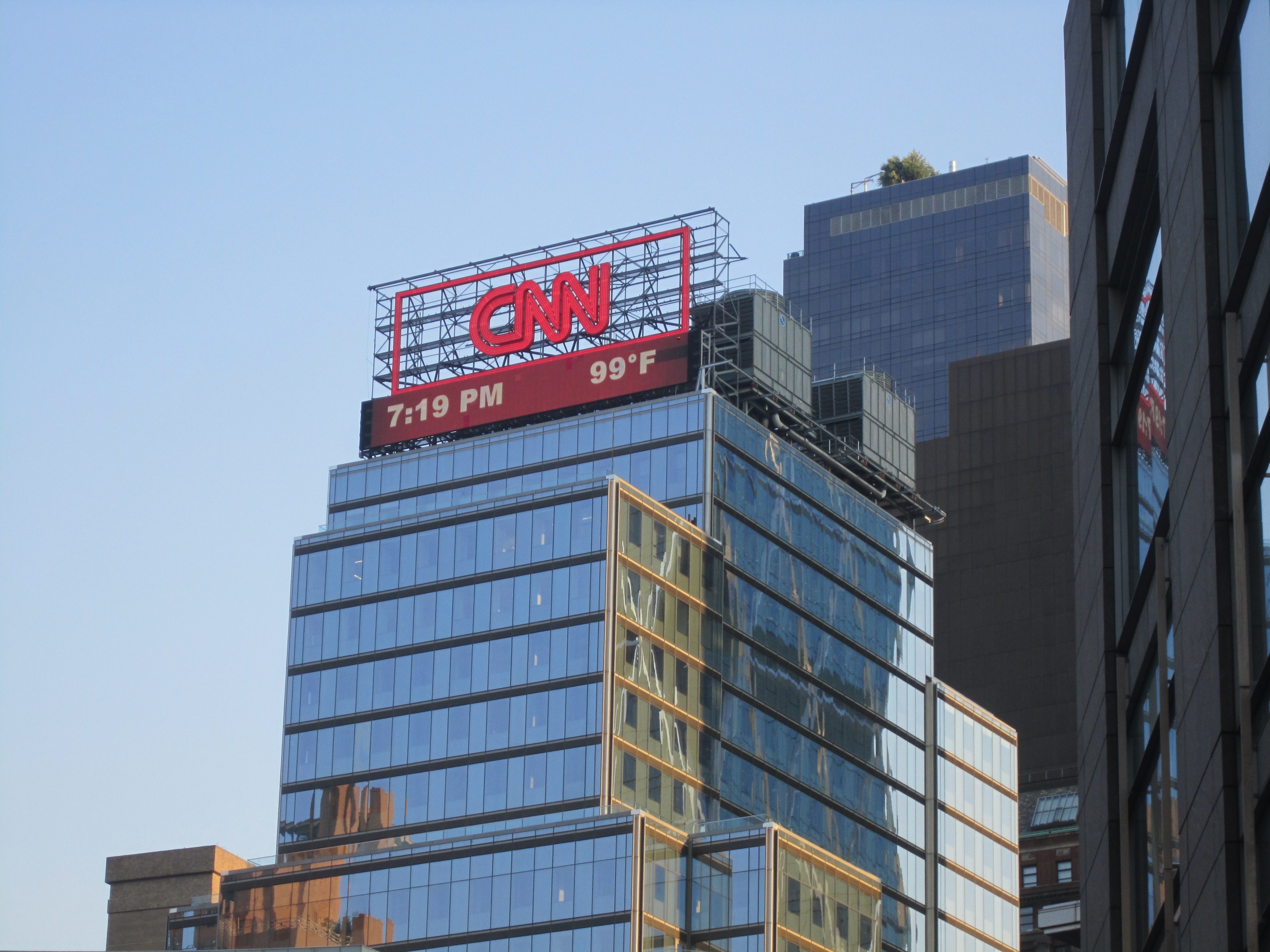
CNN en Nueva York.

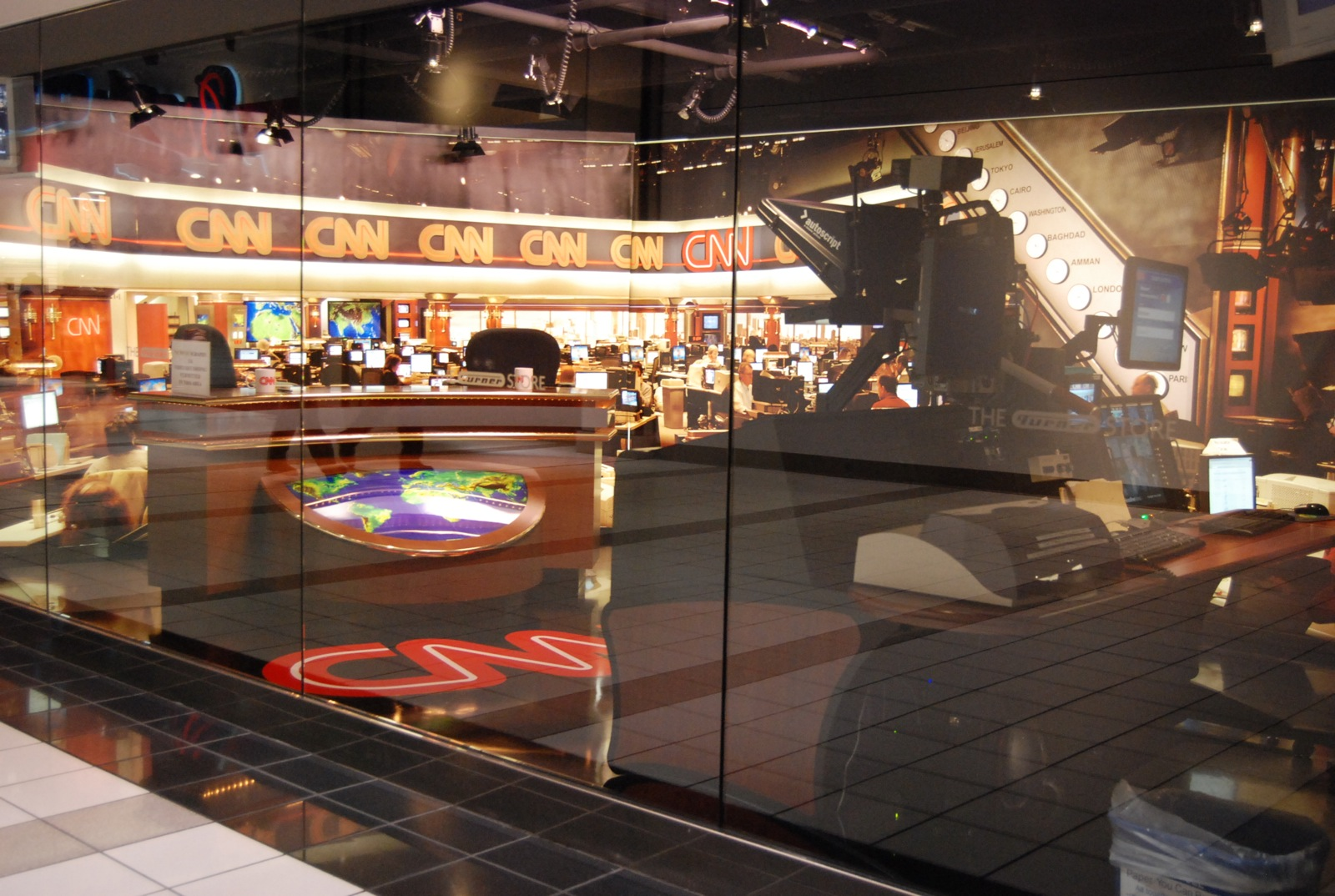
Estudios en el CNN Center.

## Críticas y controversias

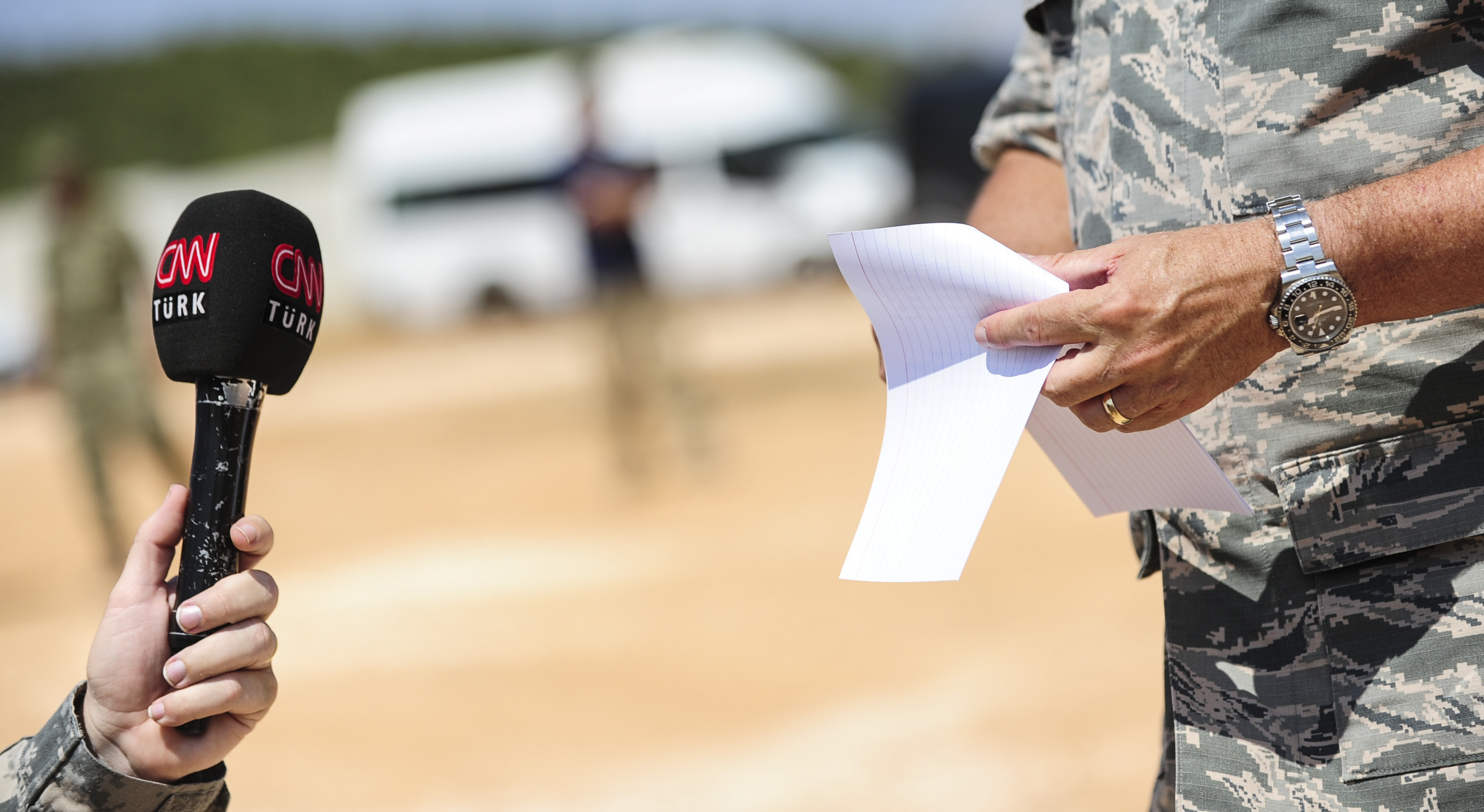
CNN Türk entrevistando a un militar estadounidense.

La cadena ha sido criticada por desinformación y acusada de mentir. Para Thierry Meyssan, CNN es un medio «tergiversado, parcial, hasta burdamente insidioso», expresando también que «en el modelo CNN, la información no es una herramienta de conocimiento, sino un espectáculo». Otras críticas han provenido de María Zajárova, portavoz del Ministerio de Relaciones Exteriores de Rusia. Llegó a expresar que la cadena creó un «Departamento de 'Humor Cibernético'». En 2011 en la red social Twitter, el entonces presidente de Ecuador Rafael Correa escribió: «No vean CNN si quieren estar informados. Pura manipulación disfrazada de prensa. Revisen nada más quién es el dueño!».
CNN a menudo ha sido objeto de acusaciones de parcialidad al mostrar una línea editorial progresista. En una investigación realizada por el Centro Shorenstein sobre Medios, Política y Políticas Públicas en la Universidad de Harvard y el Proyecto para la Excelencia en Periodismo, los autores encontraron un tratamiento desigual por parte de las tres principales señales de CNN hacia los candidatos republicanos y demócratas durante los primeros cinco meses de primarias presidenciales en 2007: «La programación de CNN tendió a arrojar una luz negativa sobre los candidatos republicanos, por un margen de tres a uno. Cuatro de cada diez historias (41 %) fueron claramente negativas, mientras que solo el 14 % fueron positivas y el 46 % fueron neutrales. La cadena proporcionó una cobertura negativa de los tres principales candidatos, con McCain siendo el peor (63 % de imagen negativa) y Romney un poco mejor que los demás solo porque la mayoría de su cobertura fue neutral. [...] Mientras que los demócratas en promedio tendían a tener una cobertura más positiva, la tendencia fue sesgada por una cobertura particularmente positiva de Obama».
La cadena también ha sido señalada como «funcional» a la política exterior de los Estados Unidos y al llamado imperialismo estadounidense, por parte de países del «Eje Bolivariano», destacándose Venezuela, Bolivia y Ecuador. El sociólogo estadounidense James Petras escribió en 2002 que: «Los medios de comunicación masivos, la CNN y los monopolios locales y extranjeros, transmiten la propaganda de Washington y dan la imagen de ser agencias de noticias privadas, independientes. La centralización y concentración de los medios masivos de comunicación y sus crecientes conexiones a los centros imperialistas facilitan la conexión entre los monopolios nacionales masivos y los que dictan la política imperialista». Para el gobierno de Venezuela, «CNN es parte del poder económico global y sirve como difusor de los intereses financieros y geopolíticos de esas corporaciones».
En febrero de 2014 el presidente de Venezuela, Nicolás Maduro, ordenó a la entonces ministra de Comunicación e Información, Delcy Rodríguez, que iniciara el proceso administrativo para sacar del aire a CNN de su país por transmitir los hechos violentos que actualmente ocurren en ese país «si no rectifican» por transmitir «propaganda de guerra». Los permisos para reportar y la señal fueron sacadas al día siguiente.
El presidente de Bolivia Evo Morales criticó a la cadena en un acto en diciembre de 2015 expresando: «Sólo quiero decirles que en CNN no hay entrevista, hay debate político. Respetamos, pero ellos quieren pasar como un medio de comunicación que informan. No informan, desinforman; y con presidentes y gobiernos antiimperialistas, es siempre un debate político». En 2016, a raíz de un programa de CNN en Español emitido desde Argentina, los periodistas Pedro Brieger y Victor Hugo Morales acusaron a la cadena de «construir noticias donde no las hay tratando de estigmatizar y dañar». Morales agregó que el canal «mostró ser una porquería internacional».
La noche del 15 al 16 de julio de 2016, durante un intento de golpe de Estado en Turquía, un grupo de militares golpistas ingresó a la sede de CNN Türk en Ankara tomando como rehenes a sus empleados y periodistas, al mismo tiempo que un grupo de civiles también había entrado en el complejo y trató de repeler el ataque de los golpistas. A pesar de eso, el canal no paró de emitir, solo emitía una imagen fija, con el generador de caracteres sin ser manipulado.
El 15 de febrero de 2017, la Comisión Nacional de Telecomunicaciones de Venezuela ordenó a los servicios de cable suspender la señal de CNN en Español, por una «supuesta violación a la Ley de Responsabilidad Social en Radio y Televisión». La canciller Delcy Rodríguez acusó a la cadena de estar «al servicio de las agencias políticas militares de los Estados Unidos», luego de un informe de la cadena sobre una supuesta red de venta de pasaportes venezolanos a ciudadanos de Oriente Próximo. En respuesta a esto, la señal empezó a transmitir en vivo y gratuitamente en YouTube exclusivamente para dicho país.
En marzo de 2017 en Buenos Aires, un grupo de jubilados y adherentes a Cristina Fernández de Kirchner realizó un escrache contra el corresponsal de CNN en Español gritando «Telesur» y una persona que comentó: «Ya Donald Trump, dice que ustedes son unos mentirosos». En diciembre de 2018 la cadena  despidió a uno de sus colaboradores, el profesor universitario Marc Lamont Hill, por unos comentarios a favor de Palestina que hizo durante un acto en Naciones Unidas después que Hill participase en un acto en Naciones Unidas en ocasión del Día Internacional de Solidaridad con el Pueblo Palestino.

### Conflictos con la Administración Trump

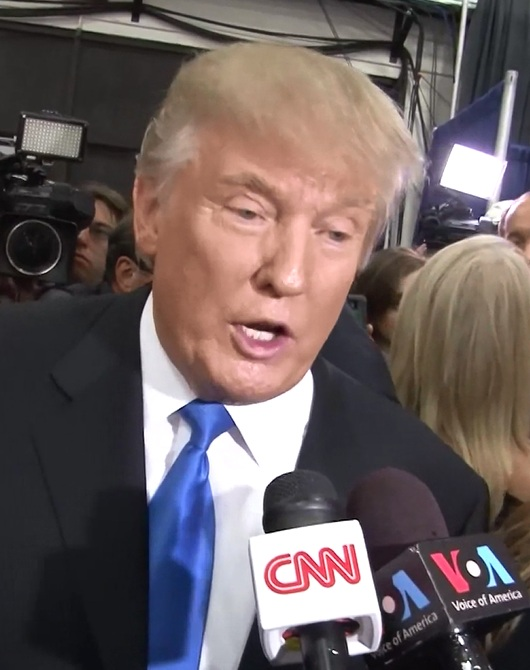
Donald Trump siendo entrevistado por CNN y Voice of America en noviembre de 2016.

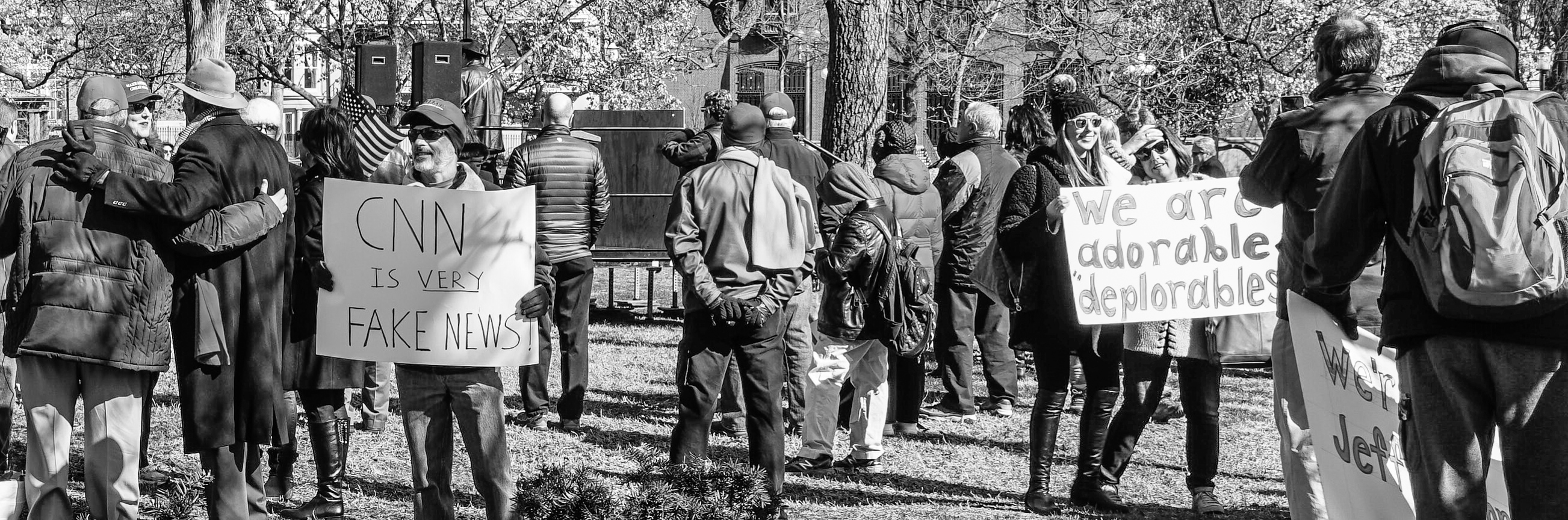
Marcha a favor de Trump en Washington D. C. Allí, en un letrero puede leerse «CNN is very fake news» (CNN es da noticias muy falsas).

El 10 de enero de 2017, CNN informó sobre la existencia de documentos clasificados que decían que Rusia tenía información personal y financiera comprometedora sobre el entonces presidente electo Donald Trump. CNN no publicó el dosier ni ningún detalle específico del expediente. Más tarde ese mismo día, BuzzFeed publicó todo el dosier de 35 páginas con un descargo de responsabilidad que decía que no estaba verificado y que «incluye algunos errores claros». El dosier había sido leído ampliamente por figuras políticas y de los medios de comunicación en Washington, y había sido enviado a varios otros periodistas que se habían negado a publicarlo ya que no estaba confirmado. En una conferencia de prensa al día siguiente, Trump se refirió a CNN como «noticias falsas» y se negó a responder una pregunta del reportero de la cadena, Jim Acosta.
El 24 de febrero de 2017, CNN y otros medios como The New York Times fueron bloqueados de una conferencia de prensa en la Casa Blanca. La cadena respondió en un comunicado: «seguiremos informando de todos modos».
El 26 de junio de 2017, tres periodistas de investigación de la cadena; Thomas Frank, Eric Lichtblau y Lex Haris, renunciaron de CNN por la publicación de una historia falsa, que relacionó a Anthony Scaramucci con un fondo de inversión ruso de 10 000 millones de dólares. La cadena se disculpó con Scaramucci y declaró que la historia en línea no cumplía con sus estándares editoriales.
El 2 de julio de 2017, Trump publicó vía Twitter un vídeo de él mismo pegando a Vince McMahon durante el WrestleMania 23 con el logo de CNN superpuesto sobre la cara de McMahon. En respuesta, CNN emitió un comunicado en el que acusaba a Trump de "alentar la violencia contra reporteros" y de tener "un comportamiento juvenil muy por debajo de la dignidad de su cargo". Dos días después, el reportero político de CNN Andrew Kaczynski publicó un artículo en donde revela que usó "información de identificación" para encontrar la identidad del usuario de Reddit que creó el vídeo, además de otras publicaciones con contenido racista, homofóbico y antisemita. Luego de que Kaczynski intentara contactarlo, el usuario publicó un mensaje de disculpa antes de eliminar sus demás publicaciones y eliminar su cuenta. CNN declaró que no revelarían la identidad del usuario porque era "un ciudadano privado que ha emitido una extensa declaración de disculpas" pero no sin recalcar que revelarían su identidad "si algo de lo anterior cambia." CNN fue posteriormente acusado de haber chantajeado al usuario. Posteriormente, Trump dijo que CNN se tomó demasiado en serio la publicación, y añadió que "CNN se había herido a sí mismo muy mal".
El 6 de noviembre de 2017, CNN Money publicó una nota titulada «Trump le pide a Japón que fabrique automóviles en los Estados Unidos. Ya lo hace». La nota incluía solo una cita parcial del presidente Trump que decía que le gustaría que Japón fabrique [más] autos en los Estados Unidos. CNN originalmente omitió el resto de su declaración. El Washington Post criticó el informe, llamando al titular «sarcástico» y pidiendo a la cadena, y a otros, que dejaran de «seleccionar a conveniencia» un fragmento de la cita. Más tarde, CNN cambió la cita y el título, emitiendo la siguiente corrección: «La versión original de este artículo y su titular no dejaba claro que el presidente Trump elogió a los fabricantes de automóviles japoneses por ampliar las instalaciones existentes en Estados Unidos y por realizar nuevas inversiones en los Estados Unidos y el titular ha sido actualizado».